# Samsung Galaxy Note
El Samsung Galaxy Note fue un phablet (smartphone–tablet) fabricado por Samsung, lanzado en octubre del 2011. Está en un punto intermedio entre ambos dispositivos y pertenece al segmento de la gama más alta de terminales con resolución de 1280x800.

## Características
A diferencia de la pantalla Super AMOLED Plus, la HD Super AMOLED ofrece mayor resolución y mayor detalle de imágenes. Esa pantalla usa una matriz de píxeles patentada por Samsung y llamada PenTile.
Cuenta con un potente procesador de doble núcleo y un chip de gráficos que es capaz de reproducir más de 80 millones de triángulos por segundo. La versión de Android que viene de serie es Android Gingerbread 2.3.5, con la interfaz de Samsung TouchWiz 4.0, una mejora equivalente respecto a la versión anterior de TouchWiz. En febrero de 2013, Samsung actualizó el dispositivo a la más reciente versión de Android, Jelly Bean 4.1.2, siendo uno de los dispositivos con más actualizaciones mayores en el mercado. Esta versión incluye una nueva interfaz de usuario Touchwiz UX, Google Now y es mucho más fluida que su antecesora.
La cámara del Galaxy Note es de 8-megapixel con flash led y con una calidad de grabación de vídeo equivalente a 30 FPS (fotogramas por segundo) de 1080p.
El terminal cuenta con un accesorio, un lápiz táctil hecho por Wacom para su pantalla capacitiva que posee una "ranura" o hueco hecho en el terminal para insertarlo; Samsung ha diseñado una aplicación para dibujar y apuntar notas a mano con el terminal.

## Periféricos y accesorios
Para utilizar un teclado externo:
- Se puede emplear el teclado dock de Samsung.
- El Adaptador USB Samsung EPL-1PLR es un Host que cuenta con un puerto USB estándar, para acceder a un lápiz de memoria o a un teclado.[1]

El adaptador opcional HDTV proporciona una salida HDMI.

## Modelos
- Samsung Galaxy Note II
- Samsung Galaxy Note 3
- Samsung Galaxy Note 4
- Samsung Galaxy Note 5
- Samsung Galaxy Note 7
- Samsung Galaxy Note 8
- Samsung Galaxy Note 9
- Samsung Galaxy Note 10
- Samsung Galaxy Note 20